# Мюнхехофе (Шенкенлендхен)
Мюнхехофе (нем. Münchehofe) — община в Германии, районный центр, расположен в земле Бранденбург.
Входит в состав района Даме-Шпревальд. Подчиняется управлению Шенкенленхен. Население составляет 492 человека (на 31 декабря 2010 года). Занимает площадь 61,87 км².
Коммуна подразделяется на 3 сельских округа.

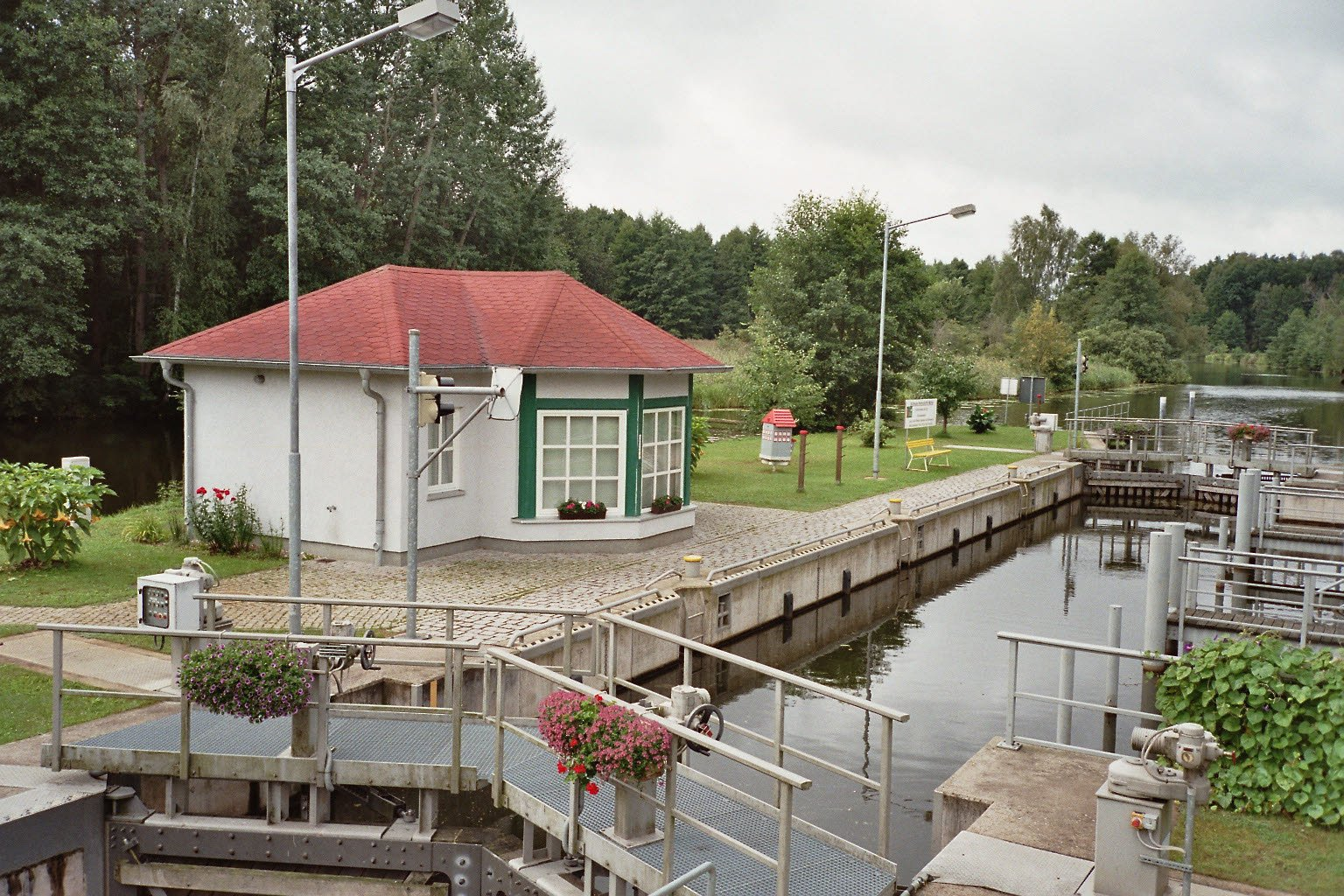
Мюнхехофе (Шенкенлендхен)

| Год  | Население |
| ---- | --------- |
| 2005 | 557       |
| 2010 | 498       |